# Retablo de los santos Abdón y Senén
El retablo de los santos Abdón y Senén es una pintura dentro del estilo del gótico catalán realizada en temple de huevo por el artista Jaume Huguet en 1460 para la iglesia de San Pedro de Tarrasa. Es uno de los retablos más bien conservados del autor, ya que solo se ha trasladado una vez en 500 años y se ha mantenido íntegro y sin sufrir agresiones. Su estilo es cercano al gótico internacional, aunque se realizó en la fase de madurez del autor, una vez que este se hubo aproximado al realismo del flamenco primitivo. Está dedicado a los santos Abdón y Senén con una predela con tres escenas dedicadas a los mártires Cosme y Damián.
Al inicio del siglo XX se trasladó a la iglesia de Santa María dentro del mismo conjunto de iglesias románcias de Tarrasa, y a partir de la nueva remodelación volvió a exponerse en la iglesia de San Pedro.

## Contexto

### Autor
Jaume Huguet fue un pintor del siglo XIV activo en la Corona de Aragón con un estilo que evolucionó del gótico internacional hacia las innovaciones incorporadas desde la pintura flamenca. Se formó entre Valencia, Tarragona y Barcelona, si bien no se descarta que pudiese haber visitado Cerdeña o Nápoles. Desarrolló su máxima actividad en Barcelona a partir de 1448, donde creó un taller que prácticamente monopolizó la realización de retablos en Cataluña durante la segunda mitad del siglo XV, una vez muerto Bernardo Martorell y Luis Dalmau. Su taller incorporó a sus discípulos y también a miembros de la familia Vergós, con quienes mantuvo una estrecha relación personal. Una parte importante de su obras se han perdido a causa de revueltas que han destruido las iglesias que las contenían; la mayoría de las conservadas son paneles de retablos desmontados.

### Tema

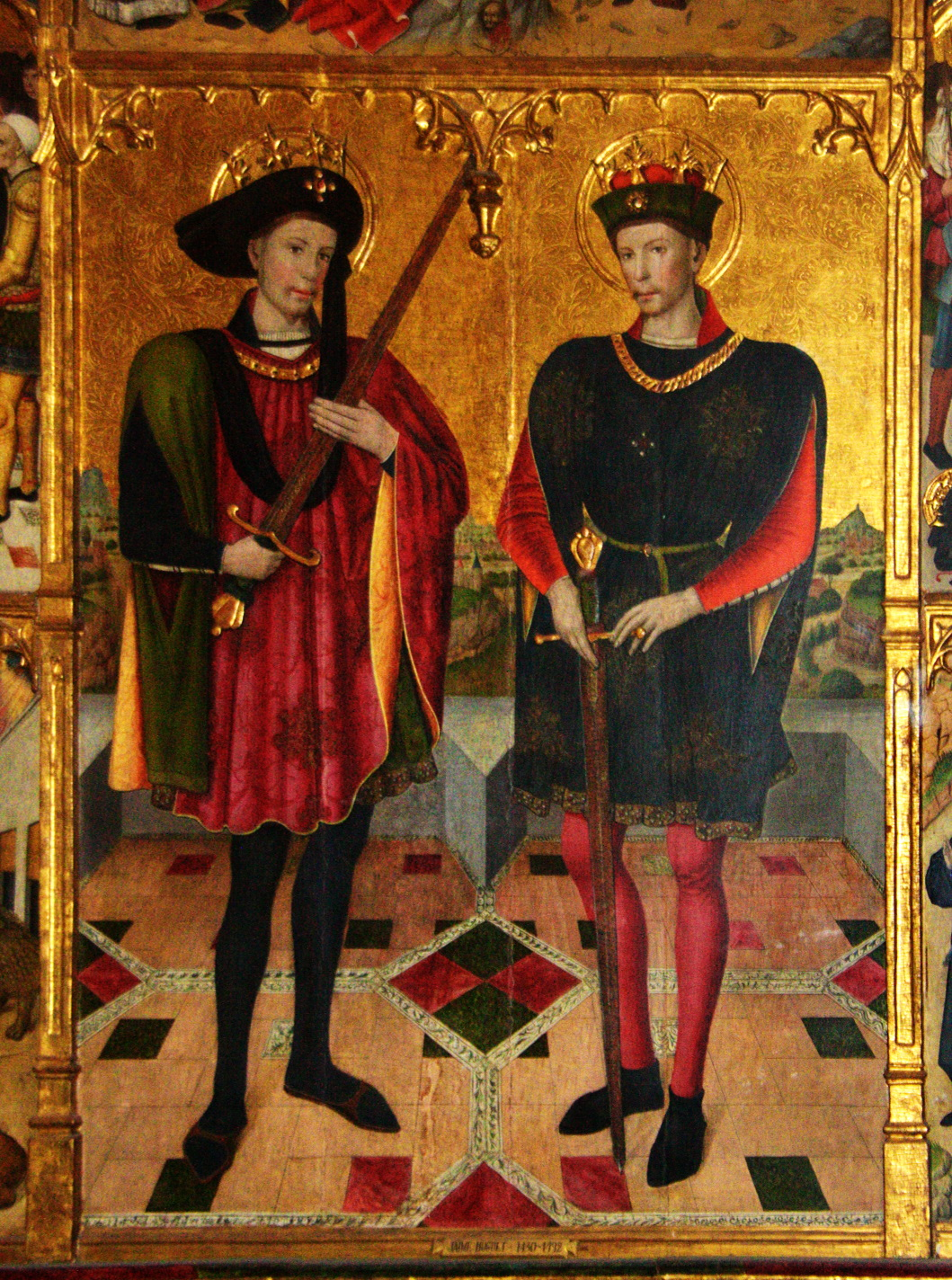
San Abdón y San Senén, la tabla central.

El retablo presenta dos historias de mártires. Por un lado se encuentran las elegantes figuras de los santos Abdón y Senén, príncipes de Persia, y por el otro lado se hallan los santos magos Cosme y Damián. En ambos casos se muestran escenas de su vida, milagros y martirio.
La historia sobre Abdón y Senén, titulares del retablo, se recoge en La leyenda dorada del beato Santiago de la Vorágine. Explica que los santos habían enterrado a unos mártires cristianos y el emperador Decio mandó cogerlos y, junto con otros persas que ya tenía cautivos, entrarlos en Roma con gran magnificencia. Luego hizo que Claudio, pontífice del Capitolio, exhortase a Abdón y Senén para que adorasen ídolos. Sin embargo, ellos, con gran resolución, le respondieron que únicamente reconocían por Dios a Jesucristo, y que a Él habían ofrecido el sacrificio de sí mismos. Los azotaron cruelmente con plomadas y, desnudados en el anfiteatro, les soltaron tres feroces leones y cuatro osos que se lanzaron a los pies de los santos mártires, rodeándolos y protegiéndolos. El juez Valeriano, atribuyendo este milagro al arte de la magia, ordenó que allí mismo los destrozaran, por lo que fueron trasladados ante una imagen del sol donde se les degolló al acabar el año 250.
Se dice que sus cuerpos fueron enterrados por un subdiácono, Quirino, y trasladados durante el reinado de Constantino I hasta el cementerio de Pontianus, cerca de las puertas de Roma. Según una tradición local, a finales del siglo X el abad Arnulfo llevó los cuerpos a la abadía de Santa María de Arles desde Roma, hecho representado en el retablo. Desde esta abadía se extendió el culto de los santos bajo la denominación popular de san Nino y san Nono como patrones de los campesinos, lo que explica su advocación en una ciudad eminentemente agrícola en aquella época.

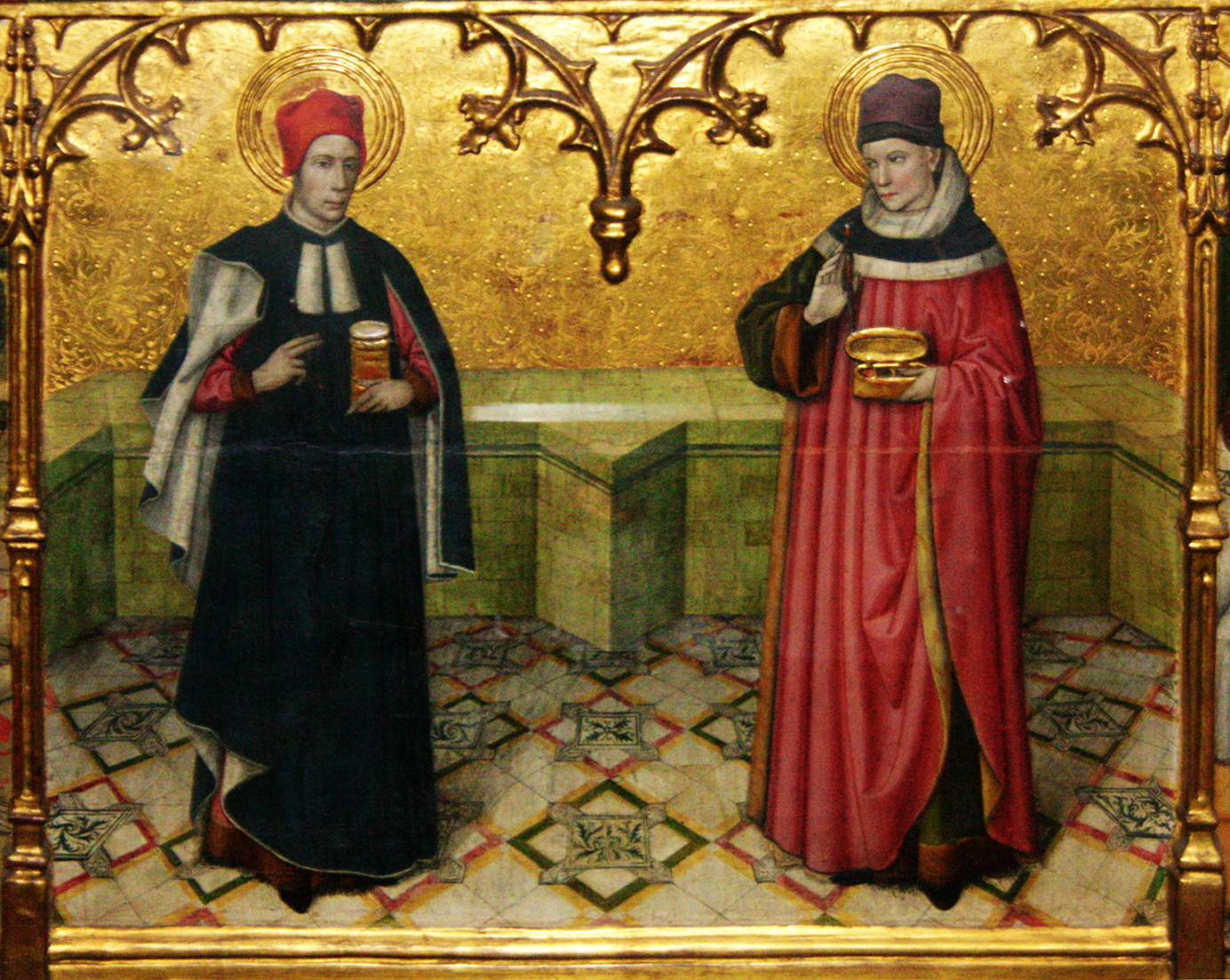
San Cosme y San Damiàn, en la predela.

En cuanto a los santos Cosme y Damián, la tradición occidental los describe como originarios de Arabia, en el seno de una familia rica. Su padre se convirtió al cristianismo y murió en una persecución en Cilicia, y fue su madre Teodota, también cristiana, quien los educó. Aprendieron medicina en Siria y la ejercieron en el puerto de Aegea (actual Ayas, Turquía), en el golfo de Alejandreta. Personajes piadosos, no cobraban por su servicio, por lo que se les llamaba con el término griego Anárgiroi (sin dinero); aplicabando así la cita evangélica: el que recibió la gracia, done gracia.
Durante la persecución de los cristianos de Diocleciano (284-305) fueron detenidos por el prefecto Lisies de Cilicia y, al no querer abjurar de su fe, fueron martirizados. Las pasiones hablan de cinco cuerpos martirizados; según las fuentes fueron lapidados (aunque las piedras volvía contra los verdugos), azotados, crucificados y asaetados (las cuales también volvían contra los soldados), lanzados al mar con una piedra en el cuello y finalmente quemados en un horno. La tradición más conocida dice que finalmente fueron decapitados junto con los discípulos Antimo, Leoncio y Euprepio en Ciro, cerca de Antioquía. Su milagro más conocido es el realizado con un enfermo con la pierna gangrenada: la amputaron y la sustituyeron milagrosamente por la de un negro que había muerto poco antes, quedando el paciente completamente curado.
La predela del retablo de Huguet recoge su decapitación junto con los discípulos y el milagro de la pierna trasplantada.

### Estilo
El momento en el que se realizó este retablo coincide con la fase de plenitud del autor, que muestra una serena y expresiva naturalidad. Todavía conserva los últimos aires del gótico internacional con un momento avanzado del flamenquismo más penetrante. El artista incorpora algunas novedades aunque, como persona conservadora y enamorada de las costumbres de su país, trazando una visión propia que define la pintura gótica catalana. De este modo, conocedor de las nuevas tendencias de la pintura flamenca, como lo prueban la suavidad de los rostros o la utilización del paisaje, los adapta a las tradiciones manteniendo el viejo predominio de los espacios dorados en los montantes que enmarcan la escena. Cuanta más madurez se aprecia en su estilo, más se refleja en sus figuras los tipos habituales de sus contemporáneos y vecinos, observados en la vida cotidiana de la ciudad de Barcelona y el campo. Esto es muy evidente en el traslado de las reliquias de los santos Abdón y Senén del retablo de Tarrasa.

## Historia

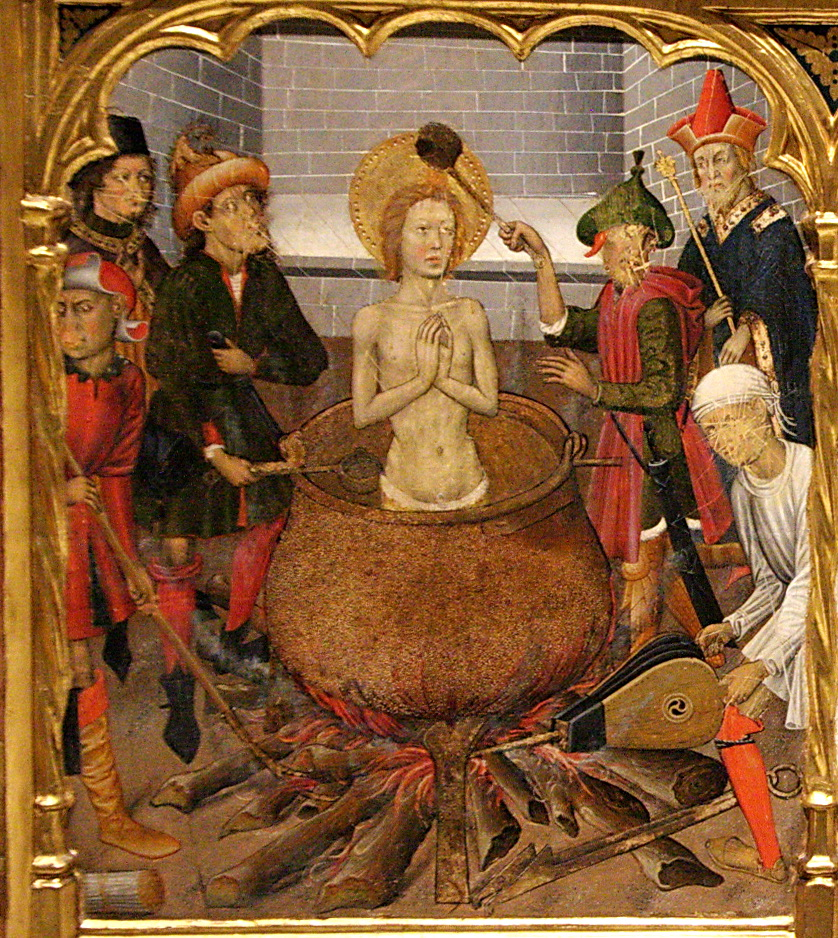
Detalle del retablo de los Santos Juanes de Bernardo Martorell donde se observan las tachaduras fruto del vandalismo religioso (MNAC).

El 27 de diciembre de 1458 los feligreses de San Pedro de Tarrasa reunidos en el cementerio de la iglesia decidieron la construcción de un retablo dedicado a los santos Abdón y Senén, patrones entonces de los agricultores. El 9 de junio de 1460 se encargó a dos personas el seguimiento de su compatibilidad. En aquel momento, la iglesia de San Pedro ya disponía de un excelente retablo mayor dedicado al santo patrón pintado por Lluís Borrassà, que actualmente se conserva parcialmente en la iglesia de Santa María. El nuevo retablo era para una altar lateral, donde se conservó hasta comienzos del siglo XX.
En 1905 se encontraron dos recibos firmados por Huguet de un pago de 26 sous (dos florines y cuatro sous) del 22 de octubre de 1460 por Rafael Lonch y otro de 7 libras y 3 sous (13 florines) por Gabriel Marçans el 27 de marzo de 1461. Por la paja y la cabalgadura del pintor para ir a colocar el retablo se entregaron 3 sous, lo cual proporciona la fecha aproximada del acabado de la obra. Se desconoce el coste, pero hay constancia de que la liquidación final de los pagos fue realizada por el mismo Gabriel Marçans el 27 de mayo de 1465.
La pintura se conserva en buen estado y no ha sufrido agresiones. Se restauró y limpió en 1925 antes de su traslado a la vecina iglesia de Santa María. Durante la restauración se repintaron las caras tachadas de los verdugos que aparecen en la predela. Más que un acto de vandalismo se trata, en realidad, de una costumbre de origen romano muy extendida en la Edad Media en la cual los fieles mutilaban (con excesivo rigor) las facciones de los personajes malvados.

## Descripción
El retablo está formado por 6 paneles y una predela. La tabla central presenta los santos Abdón y Senén vestidos como caballeros armados. Se encuentran en una especie de terraza con un paisaje de fondo y el cielo dorados. A la izquierda del espectador hay una calle con dos tablas con la presentación de Abdón y Senén ante el emperador Decio y con la plegaria en el teatro entre leones y osos. En la calle de la derecha, dos tablas más recogen su decapitación y el traslado de los restos a la abadía de Santa María de Arlés. Sobre la tabla central, a modo de frontón, hay una crucifixión.
La predela dedicada a los santos magos tiene tres escenas: los santos con sus atributos en el centro, el milagro de la pierna gangrenada a la derecha y la decapitación de los santos y sus discípulos a la izquierda.
Todos los paneles tienen unos sobredorados en la parte alta con formas florales, y coronando las tres calles hay unos ornamentos también dorados pero de mayor tamaño y elegancia. El guardapolvos de tiza dorado muestra escudos de Barcelona y Tarrasa alternados. La razón por la cual figura el escudo barcelonés es porque Barcelona había adquirido los derechos señoriales sobre Tarrasa en 1391 y acababa de renovarlos el 21 de febrero de 1459.

## Análisis de la obra
El aspecto más singular de la obra es la doble advocación a dos parejas de santos mártires. Huguet ofrece un paralelismo, tanto formal y compositivo como ideológico, en la forma en que los presenta. En las escenas centrales, con vestidos elegantes, con sus atributos y en una estancia similar decorada con un suelo enladrillado que aporta un cierto efecto de perspectiva. Si los santos titulares eran los patrones de los campesinos, los santos magos tenía que paliar los efectos de la peste del siglo XV, dando así al retablo un valor práctico además de los criterios litúrgicos.

### Tablas superiores
La escena central con los dos santos titulares es la tabla más grande y famosa del conjunto. La construcción del espacio manifiesta arcaísmos un tanto tradicionales, como el uso del oro para el cielo de fondo sobre el cual resaltan los personajes. Un complejo pavimento aporta la perspectiva con paisaje mínimo, pero bastante detallado, de fondo. Lejos de los contemporáneos flamencos, el paisaje es muy convencional, con una corriente de agua en primer término y algunos edificios que evocan castillos, casas y ciudades medievales.
Recordando el desaparecido estilo internacional cortesano, las dos figuras son elegantes y altas, con una gorra que acaba en una especie de corona en relieve de estuco dorado y con un vidrio que simula una joya en el medio de las gorras. Esta era sin duda la visión que imaginaban y que correspondía a los príncipes persas. Llevan sus espadas en la mano y tienen un cierto parecido con la atribuida tabla de San Jorge y la princesa.

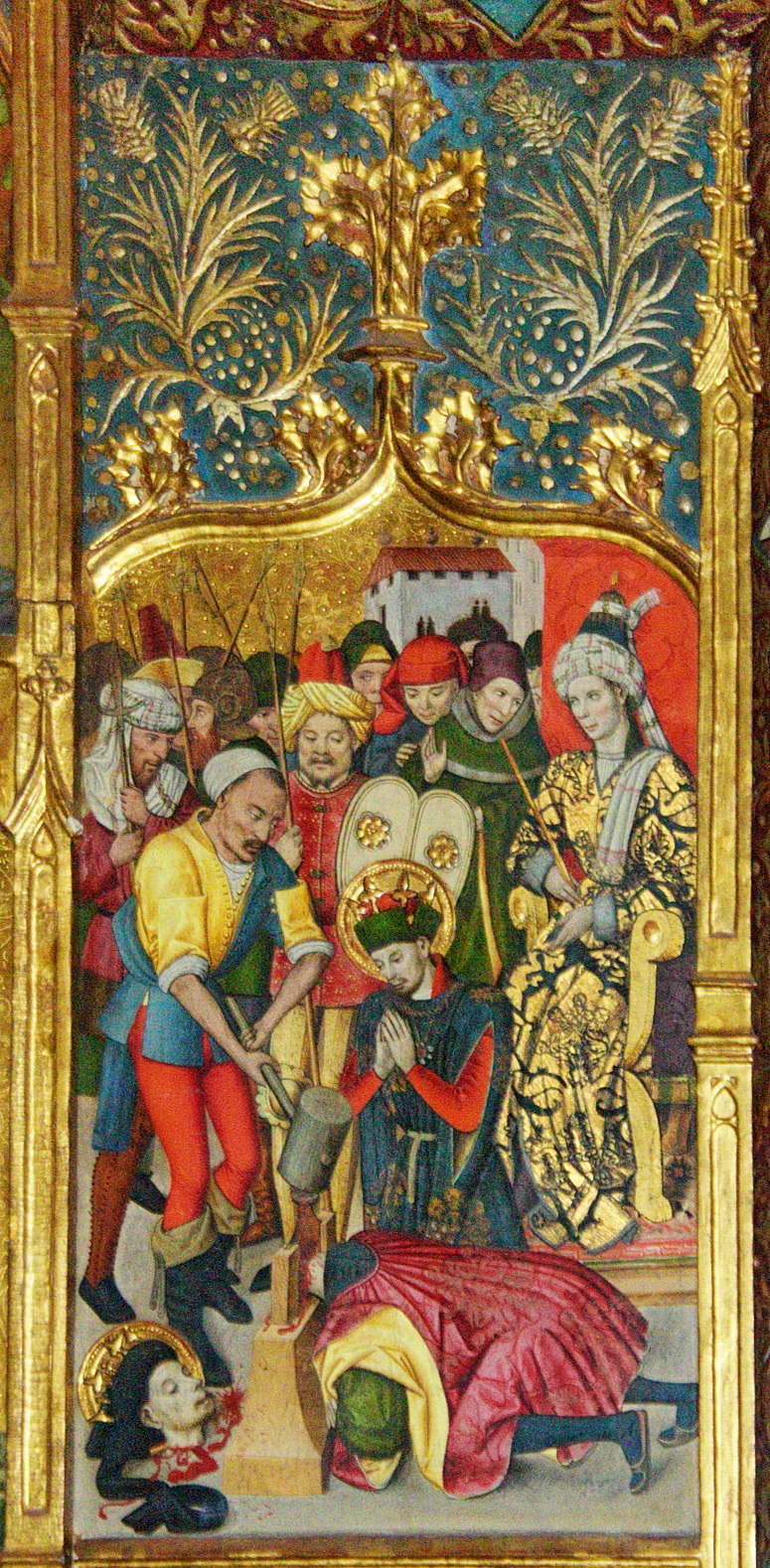
Decapitación de los santos Abdón y Senén.

Parece improbable que Huguet tuviera bastante documentación de referencia sobre estos santos, ya que eran poco conocidos fuera de Roma y el interés local estaba justificado por la existencia de sus restos en el Rosellón. Cabe interpretar que Huguet trabajó con referencias estándares, ya que tres de las cuatro escenas de las calles laterales presentan una secuencia común en el martirio de muchos santos: el santo es juzgado por una autoridad pagana, padece unas agresiones que milagrosamente no le causan ningún daño y, con un tormento más contundente, acaba por morir. En el presbiterio de la catedral de Parma, en el altar de finales del siglo XII hay un relieve de los santos Abdón y Senén que fueron lanzados a las fieras, las cuales son más numerosas que las de esta tabla.
En la primera escena, el emperador Decio porta una corona de tipo medieval y está escoltando a los detenidos ante un grupo de gente que ocupa todo el espacio y que el artista consigue dibujar de forma que aportan profundidad y perspectiva. Al lado del emperador se halla un personaje con aspecto de pontífice que puede ser una referencia a la exigencia de adoración a los ídolos paganos que no se muestran en ninguna parte. Otro personaje con simbolismo es uno de los guardias que aparece con un turbante en clara alusión a los musulmanes, en un claro indicio de antiislamismo, ya que representa a uno de los guardias del tirano y, por tanto, tiene un rol negativo.
En la segunda escena, los santos son lanzados a las fieras que, según la versión escrita original, así como la catalana, se trataban de «dos leones y cuatro osos». Huguet no resuelve bien la composición espacial dentro de un foso demasiado estrecho para contener a todos los personajes, cuya proporcionalidad falta de forma considerable. Entre los espectadores vuelven a aparecer un pontífice pagano y un individuo con turbante. Su gran tamaño (pese a estar al fondo) denota problemas de perspectiva.
La tercera escena recoge la decapitación de los santos en un ambiente cargado de personajes con una buena solución compositiva. El carácter antiislamista de la obra se reafirma, ya que además del personaje del guardia que hay en medio del grupo, el dignatario que preside ya no es Ecio sino algún otro que también viste turbante. El verdugo parece de origen tártaro, una etnia que en la Edad Media había llegado a la zona mediterránea a causa de la guerra y que había sido esclavizada. Su bajo precio había hecho que artistas como Lluís Borrassà y Bernardo Martorell tuviesen a uno de ellos a su servicio. Pese al dramatismo de la escena, todas las figuras mantienen la expresividad propia de los personajes de Huguet.
La última escena recoge la historia del siglo X según la cual se trasladaron sus restos a Amiens. No queda claro que este traslado fuese en tal fecha, ya que no aparece en La leyenda dorada (siglo XIII) junto con la narración del sacrificio de los santos. Podría tratarse de una leyenda creada durante la reconstrucción de la capilla de Arlés durante el siglo XIV. La imagen representa la solemne comitiva precedida por el abad Arnulfo y sus monjes, que se tumban para recibir las milagrosas reliquias portadas por dos benedictinos dentro de dos barriles sobre un asno. El benedictino que guía el asno muestra su sorpresa con el gesto de la mano y la mirada interrogativa que dirige a su compañero.

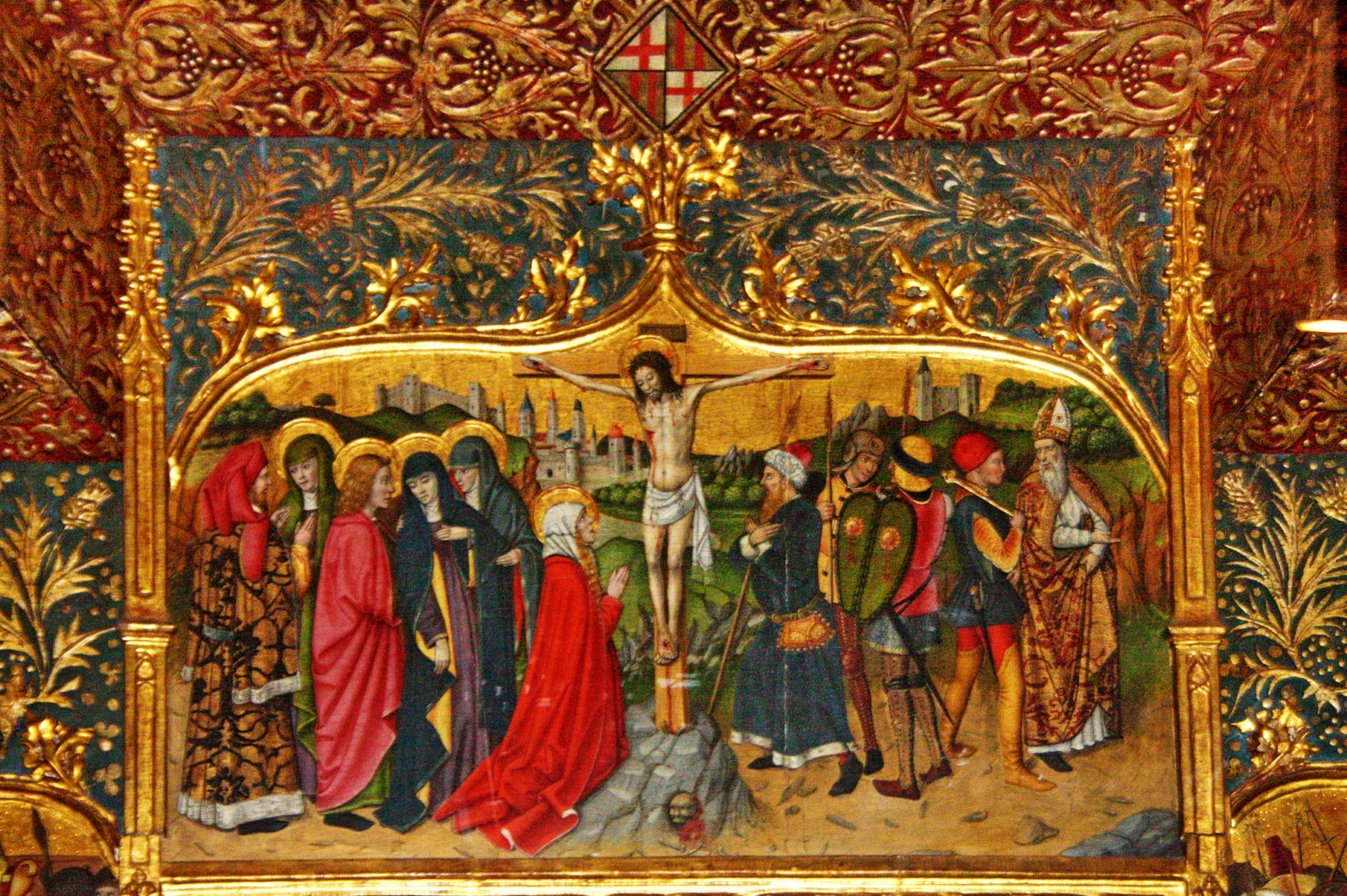
El Calvario.

Además de las escenas de los santos, en la parte superior, coronando el retablo se encuentra la crucifixión en formato apaisado, sin grupos de personas como en el Calvario del retablo de San Miguel del mismo Huguet. Los personajes, más numerosos que en el otro retablo, están más dispersos e incluso algunos se muestran despreocupados del acontecimiento de la cruz. Al fondo se observa la ciudad de Jerusalén con el templo de Salomón detrás de las murallas. La ciudad está circundada por un foso con agua. A la derecha se observa un obispo que representa a uno de los príncipes de los sacerdotes que se describen en tres de los evangelios canónicos increpando a Jesús crucificado. Esta imagen se encuentra en otras pinturas desde que Lluís Borrassà la utilizara en el retablo de Santa Clara de Vich, en el que un grupo de obispos degüella a los apóstoles Judas Tadeo y Simón. De este lo copiaron Joan Mates y Bernardo Martorell. El mismo Huguet usó la figura del obispo en la escena de la crucifixión del retablo del Martirio de San Bartolomé, Calvario, Muerte de Santa María Magdalena del MNAC. Esta figura solo se encuentra en la pintura gótica catalana.

### Predela
La predela está dedicada a los santos Cosme y Damián, más conocidos y con abundantes referencias en las cuales basarse para describir sus milagros y su martirio. Huguet tenía que pintar tres escenas y optó por hacer una tabla central de presentación de los santos asimilándolos a los santos titulares, con la misma ubicación centrada y la misma composición en un escenario similar, aunque de menor tamaño.

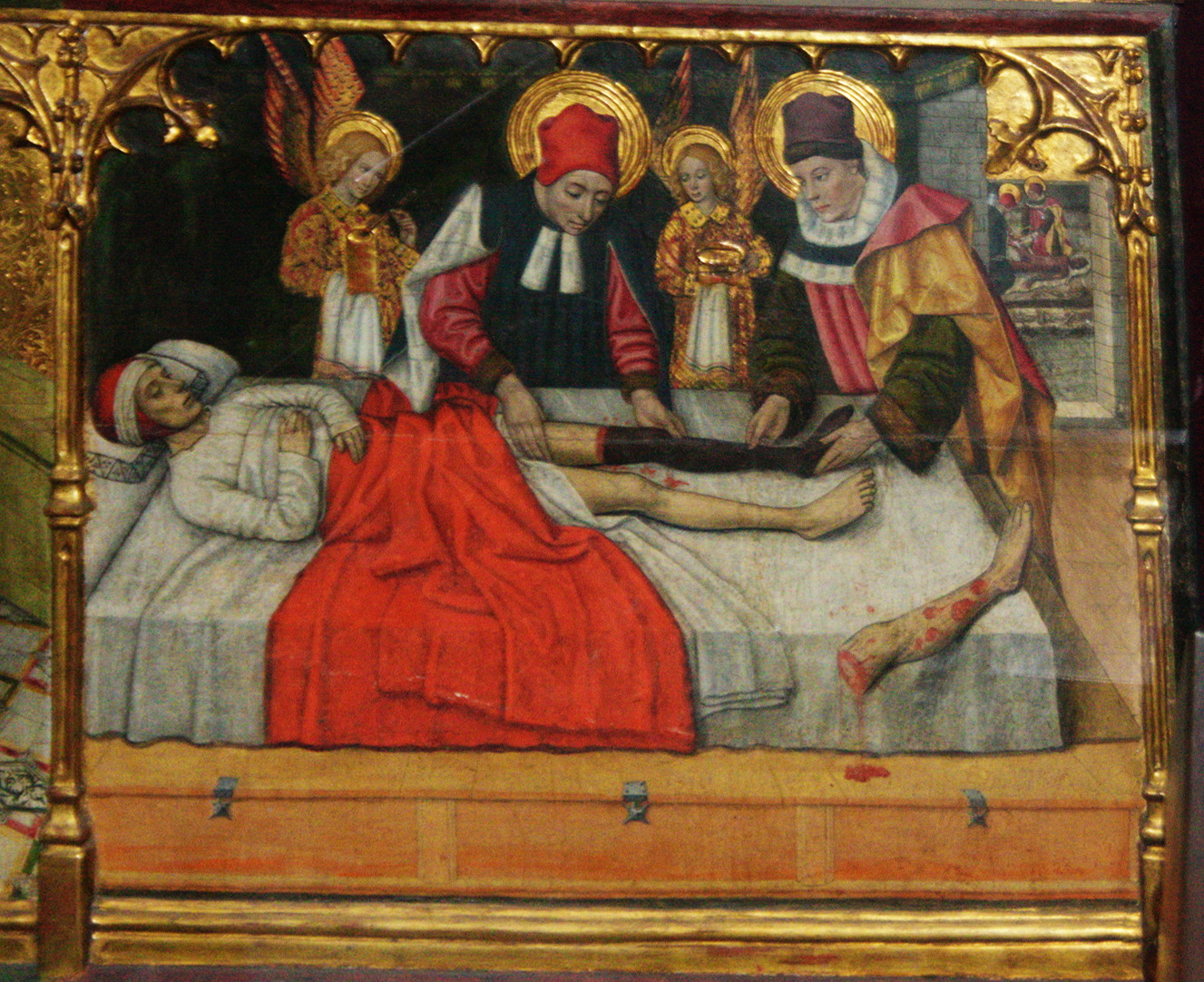
El milgaro de los santos Cosme y Damián, según Huguet.

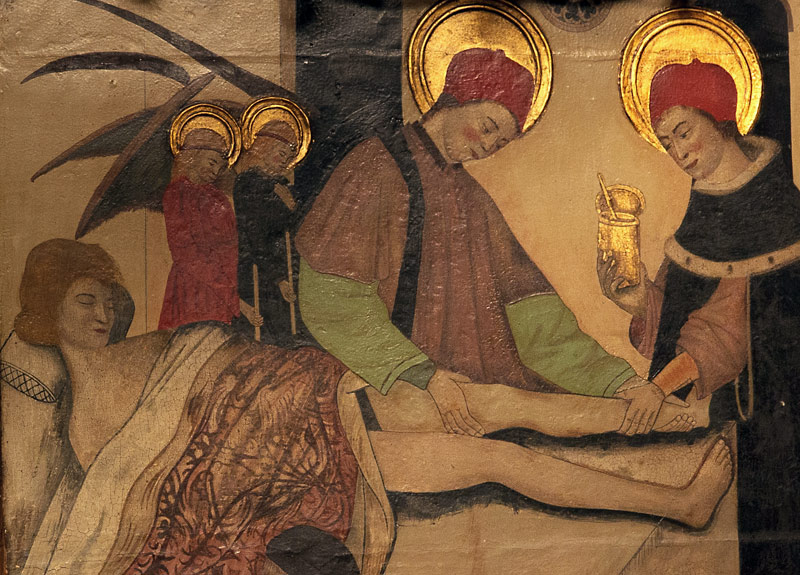
Escena del milgaro en el retablo de Miquel Nadal en la catedral de Barcelona (1455).

De la vida de los santos magos hay muchos iconos referidos a diferentes martirios que sufrieron hasta la decapitación final y a diferentes milagros o acciones piadosas de su actividad médica. Para las dos tablas restantes Huguet eligió su muerte junto con sus hermanos y el milagro de la sustitución de una pierna gangrenada, un hecho muy conocido en la península ibérica. La composición global concuerda con la predela del retablo de Miquel Nadal dedicado a los mismos santos, retablo que poco antes se había realizado para la catedral de Barcelona y que Huguet seguro que utilizó de referencia. En la obra de Nadal se muestran tres escenas: la decapitación, un Cristo sostenido por dos ángeles y el milagro de la pierna. Al tratarse de un retablo entero dedicado a los santos, estos ya ocupan la tabla central con una imagen de retrato, mientras que Huguet solo contaba con los tres espacios de la predela; es por eso por lo que sustituyó la imagen de Cristo por la tabla de presentación.
El martirio está dirigido por Lisias de Cilicia, acompañado por muchos personajes, igual que en las tablas dedicadas a Abdón y Senén. La escena capta el momento en el cual el prefecto Lisias da la orden de ejecución al verdugo del primero de los dos santos, mientras que en tierra ya se hallan muertos sus tres hermanos. En el retablo de Nadal todos se benefician de la posibilidad de santidad, porque llevan aureola, pero Huguet solo la coloca en los titulares, que presenta arrodillados. Otra diferencia es la crudeza de la imagen de Huguet, con mucha sangre cubriendo a los degollados mientras que en la de la catedral de Barcelona solo aparecen unas gotas.
La escena del milagro muestra la operación por Cosme y Damián en la pierna gangrenada de uno de los vigilantes de la iglesia. Usaron la pierna de «Mauricio, un hombre de Etiopía» que habían enterrado aquel mismo día. Al acercarse el día siguiente, el enfermo se da cuenta de su curación, lo comunica a sus conocidos y todos van al cementerio a comprobar el hecho. Huguet se muestra riguroso con el relato y muestra una pierna negra injertada sobre el cuerpo blanco del enfermo, mientras que en la de Nadal el cambio de color es imperceptible. Sí que coinciden en la presencia de dos ángeles como ayudantes de la operación, algo que no figuraba en las leyendas escritas de los santos. En el extremo derecho se observa una puerta detrás de la cual se halla el cementerio con el cuerpo desenterrado del donante y la imagen retrospectiva de Cosme y Damián mientras cortan la pierna.